# Command & Conquer: Red Alert (игра, 2009)
Command & Conquer: Red Alert — псевдотрёхмерная видеоигра в жанре стратегии в реальном времени, разработанная и изданная Electronic Arts эксклюзивно для iOS. Выпущена в App Store в октябре 2009 года. В игре есть две фракции, Советский Союз и Альянс, которые ранее появлялись в Command & Conquer: Red Alert и Command & Conquer: Red Alert 2, а также третья фракция, Империя Восходящего Солнца из Command & Conquer: Red Alert 3, кампанию которой возможно было приобрести в приложении.

## Сюжет
Действие игры происходит после событий Red Alert 2: Yuri’s Revenge и до поражения СССР в начале Red Alert 3. Таким образом, второе путешествие во времени, которое произошло во время Red Alert 3, ещё не произошло, отсюда и наличие таких технологий, как Призма-танки и Призма-башни, которые были удалены в Red Alert 3.
После глобальной войны между Советским Союзом и его союзниками с одной стороны и остальным миром с другой Москва вот-вот падёт. СССР решает, что пора разработать свою собственную машину времени с использованием технологий Альянса. События в игре приводят к тому, что Советский Союз приобретает технологии путешествий во времени.

## Геймплей
Игра сохраняет основную механику стратегии в реальном времени из серии Command & Conquer. Она во многом переняла игровой процесс от Command & Conquer: Red Alert 3, как и Red Alert Mobile, выпущенная на Java. Строительство базы, сбор ресурсов и управление армией остались нетронутыми. База игрока сосредоточена на строительной площадке, с помощью которой строятся дополнительные здания — нефтеперерабатывающие заводы для получения прибыли, электростанции для энергопитания базы, технологические сооружения или производственные мощности (казармы, военные заводы).
Противоборствующие фракции собирают ресурсы с рудных полей, используя перерабатывающие заводы, а затем используют эти ресурсы для строительства военных баз и войск. Механика сбора оптимизирована, поэтому здесь нет рудокопов и функционируют перерабатывающие заводы, которые обеспечивают стабильный денежный доход. Постройки образуют неглубокое, но широкое дерево технологий с множеством юнитов и зданий. Помощниками игрока-командующего выступают офицер связи Ева МакКенна (Альянс) и снайпер Наташа Волкова (СССР).
Вся игра работает через сенсорное управление. Юниты возможно выбирать и перемещать, нажимая на них, а затем на различные доступные области поля боя. Также можно выбрать, в каком досягаемом месте можно построить то или иное здание. По полю боя возможно перемещать камеру с помощью перетаскивания и прокручивания на сенсорном экране, и увеличивать и уменьшать масштаб карты, зажимая экран пальцами. Разработчики также включили кнопку для выбора всех юнитов и их группировки, избавляя от неудобного нажатия на экран.
Две однопользовательские советские и союзнические кампании включают в себя всего по 5 миссий каждая (несмотря на то, что на веб-сайте EA Mobile, рекламирующем игру, их всего 12). Режим «Схватки» предоставляет ещё пару карт (две из них возможно отдельно приобрести в приложении). Всего в игре 12 различных игровых карт в режиме «Схватки».

## Войска
У игроков есть выбор между двумя фракциями — Советским Союзом и Альянсом. Каждая фракция имеет свой уникальный набор юнитов и зданий. Разнообразный список пехотных, транспортных и воздушных подразделений обеспечивает широкий спектр стратегических вариантов. Он разработан таким образом, что у каждой фракции есть аналог подразделения противоположной фракции, включая штурмовых псов и боевых медведей, дирижаблей «Киров» и реактивных истребителей «Аполлон». И у Альянса, и у СССР есть базовая и противотанковая пехота, лёгкий и тяжёлый танк, а также лёгкие, тяжёлые самолёты и самолёты-перехватчики. Между этими подразделениями есть некоторые различия, но по большей части Легионер равен солдату Тесла, танк «Паладин» — тяжёлому безымянному советскому танку, а дирижабль Киров — бомбардировщику «Центуриону».
Юниты в игре взяты из различных прошлых и настоящих игр Red Alert, таких как боевые медведи и истребители «Апполон» из Red Alert 3, а также Призма-танки и танки класса «Апокалипсис» из Red Alert 2. Игра также поставляется с собственным набором новых юнитов, которые не присутствовали в других играх Red Alert. Большинство зданий сохранили свой дизайн из Red Alert 2, за исключением некоторых зданий, таких как лаборатория Альянса, которая использует свой дизайн из Red Alert 3. В данной игре нет верфей и военно-морских подразделений.
Уникальными для кампании являются два коммандос Red Alert: Таня Адамс и Наташа Волкова. Таня вооружена двумя пистолетами и может взрывать строения с помощью зарядов C-4, а Наташа умеет уничтожать вражескую пехоту выстрелов в голову и вызывать удары с воздуха по зданиям. Две героини широко представлены в обеих кампаниях игры.
Некоторые миссии идентичны своим аналогам из Red Alert Mobile по сюжету и целям, но используют совершенно другие карты. Обе игры также имеют уникальные карты, и, хотя в Red Alert Mobile в целом больше миссий, они также короче. Во время миссии сохранение не разрешено, но игра автоматически сохраняется после каждой завершённой карты.

## Разработка
Игра была создана подразделением Electronic Arts EA Romania. О данной игре было объявлено на выставке Electronic Entertainment Expo 2009. На стенде Electronic Arts была представлена игровая демоверсия игры. В сентябре 2009 года были раскрыты дополнительные подробности, а также множество новых скриншотов, демонстрирующих игру. Electronic Arts также объявила о выпуске дополнительного обновления для игры, а именно введения в игру мультиплеера, позволяющего игрокам играть друг с другом через Wi-Fi и Bluetooth. В 2010 году компания хотела выпустить дополнение для игры, включив в неё новую фракцию, Империю Восходящего Солнца, а также новые юниты как для Советов, так и для союзников. В том же году игра была дополнительно выпущена на iPad.
В августе 2014 года Electronic Arts удалила игру из App Store, так как не обновила игру до последней версии iOS.

## Command & Conquer: Red Alert — Empire of the Rising Sun
Дополнение, не имеющее аналога для Red Alert Mobile, посвящено приходу к власти Империи Восходящего Солнца и добавляет ещё 5 миссий в кампании Альянса и Советского Союза. Игрока информирует сам император в образе Джорджа Такэя, который изображает его в Red Alert 3. В какой-то момент после выпуска игры EA, по-видимому, потеряла права на использование образа Такэя, и его портрет был заменён менее известным человеком с усами.
В дополнении также присутствует Идзуми — японская школьница, которая также является экстрасенсорным коммандос с ужасающими способностями. Идзуми играет заметную роль во время подготовки Японии к завоеванию мира и немного отличается от Тани и Наташи в отношении игрового процесса. Как и Юрико, Идзуми может издавать психический крик, который уничтожает все пехотные подразделения вокруг неё. Кроме того, она может уничтожить все вражеские подразделения и сооружения тремя психическими взрывами, причём ровно тремя, независимо от того, атакует ли она обычного призывника или советский танк «Апокалипсис». Арсенал Империи в целом похож на арсенал СССР и Альянса — штурмовые псы заменяются синоби, а тяжёлые танки уступают место танкам «Цунами».
В кампании значительно была увеличена сложность. В то время как базовая игра позволяла игроку накапливать танки и просто топить ИИ в юнитах большую часть времени, расширение оказывает гораздо большее давление на игрока. Особенно жестокой является вторая миссия, которая оставляет имперцев в меньшинстве, с превосходящим вооружением врага и со строгим ограничением по времени.

## Критика
| Сводный рейтинг    | Сводный рейтинг     |
| Агрегатор          | Оценка              |
| ------------------ | ------------------- |
| GameRankings       | 73 %                |
| Metacritic         | 72/100 iPad: 64/100 |
| Иноязычные издания |                     |
| Издание            | Оценка              |
| TouchArcade        | [ 10 ]              |

Обозреватель веб-сайта Pocket Gamer Трейси Эриксон отмечает, что несмотря на многочисленные проблемы в игре и игровом процессе, они не делают Red Alert ужасной игрой.
Обозреватель веб-сайта IGN Леви Бьюкенен считает, что «миссии предлагают очень мало разнообразия — обычно игроку приказывают уничтожить всё на своём пути или захватить базу. Время от времени есть некоторые дополнительные цели, но было бы неплохо увидеть больше разнообразия миссий, помимо „убей их всех“». Критик пишет: «Red Alert — очень и очень привлекательная игра. <..> Дизайн устройства хорош. Например, когда вы увеличиваете масштаб танка, вы можете видеть детали на всех панелях. Есть несколько приятных эффектов, таких как треск тесла-башен и взрывы разбомбленных баз. Игра сопровождается отличными звуковыми эффектами и хрустящей гитарной музыкой». Подводя итоги, Бькенен отмечает: «Command & Conquer: Red Alert — хорошее начало. Сенсорное управление работает очень хорошо, особенно вкладки, позволяющие быстро назначать отряды. Но и здесь есть некоторые заминки. Не хватает карт ни в основных кампаниях, ни в „Схватке“. Миссии слишком линейны и слишком сильно полагаются на грубую силу, а не на реальную стратегию. <..> Трудно с энтузиазмом рекомендовать Red Alert, несмотря на то, что она предлагает пару часов удовольствия».
Обозреватель веб-сайта Hardcore Gaming 101 Леннарт Бачман отмечает, что фракции Альянса и СССР достаточно сбалансированы, и что разнообразие миссий в игре «в целом приличное. Сложность, с другой стороны, немного похожа на американские горки. Некоторые миссии тривиальны и просто требуют от игрока выполнения инструкций, в то время как другие требуют быстрого расширения и захвата стратегических позиций на карте. <…> Red Alert — достойная игра, которая знает ограничения своего окружения».